# Federigo Severini
Federigo Severini (Pisa, 31 marzo 1888 – Pisa, 12 ottobre 1962) è stato un architetto e ingegnere italiano.
Figura eclettica di architetto, ingegnere, accademico, designer, oltre che pittore, è tra gli autori che maggiormente hanno inciso nello scenario architettonico e urbanistico a Pisa nella prima metà del Novecento.

## Biografia
Federigo Severini nasce a Pisa nel 1888.
Dipinge fin dall'età di dieci anni assecondando la sua inclinazione naturale e ispirato dal suggestivo ambiente di Marina di Pisa in cui la sua famiglia si reca in vacanza.
Nella sua formazione artistica rivestono un ruolo di cruciale importanza il padre, l'avvocato Severino Severini, e il professor Giulio Luperini, pittore, restauratore e amico di famiglia.
Nel 1906 Federigo Severini si iscrive al corso di laurea in matematica applicata presso la facoltà di Scienze matematiche e naturali dell'Università di Pisa ove insegnano Antonio Pacinotti, professore di fisica, e Vincenzo Pilotti, professore di architettura pratica, che esercita su di lui una grande influenza. Nel 1909 comincia la Scuola di Applicazione per Ingegneri. Segue il primo anno presso l'Università di Pisa e gli ultimi due presso l'Università di Roma in cui consegue il diploma di ingegnere civile nel novembre del 1912.
Dal 1913 sino al 1919 è assistente di Vincenzo Pilotti, titolare della cattedra di Architettura pratica presso la Scuola di Disegno geometrico ornamentale e architettonico dell'Università di Pisa. Contemporaneamente a questo incarico esegue i rilievi del campanile e della pianta del Duomo di Pisa e si dedica al disegno e alla pittura.
Ai primi incarichi per privati, villini, alberghi e negozi, di cui spesso disegna anche l'arredamento, seguono commissioni pubbliche in Pisa.
A partire dal 1921 è libero professionista e fonda un'impresa costruttrice con l'ingegnere Giulio Buoncristiani. Tale rapporto continua fino al 1938. Nel contempo dipinge e nel 1930 espone nelle mostre provinciali e regionali del Sindacato Professionisti e Artisti. Nel 1932 tiene la sua prima mostra personale a palazzo alla Giornata di Pisa.
Dal 1932 al 1943 è membro della Deputazione dell'Opera della Primaziale Pisana, per la quale guida i lavori di restauro del Duomo e del Campo Santo.
Nel 1933 si impone nel Concorso per il Piano Regolatore di Tirrenia e nei dieci anni successivi realizza numerosi progetti per l'EAT (Ente Autonomo Tirrenia).
Dal 1943 al 1949 è libero docente in disegno presso l'Università di Pisa. Dal 1949 al 1958 è professore e direttore alla Scuola di Disegno di Pisa.
Sul finire degli anni cinquanta abbandona l'attività didattica e progettuale e intensifica quella pittorica esponendo in varie mostre personali e collettive.
Federigo Severini debuttò come pittore a tredici anni con la Casa di Nando (Museo Nazionale di San Matteo). I soggetti dei suoi dipinti sono i luoghi a lui familiari: la zona della campagna pisana tra San Rossore e il Monte Pisano, le campagne verso Marina di Pisa e Bocca d'Arno.
Federigo Severini muore a Pisa nel 1962. Dopo la sua morte gli vengono dedicate prestigiose retrospettive.

## Opere

### Architettura
- 1916-1918, 1921: Villino Puccini, Viareggio (come collaboratore di Vincenzo Pilotti)
- 1919: Casa Micheletti, Pisa
- 1920:
  - Villino Marazzini, Pisa
  - Villini Paoli e Torrigiani, facciata della pensione Miramare, Viareggio
- 1921: Villa Biggi, Massa
- 1922:
  - Casa Chianese, ingresso dell'Hotel Nettuno, Pisa
  - Villino Marchetti, sede della Pubblica Assistenza, Viareggio
- 1923: Ristrutturazione di Palazzo Gambacorti, Pisa
- 1923-1924:
  - Villa Pardi, Vecchiano
  - Villino Bricoli, Livorno
  - Cappella per la famiglia Martinelli, cimitero urbano, Lucca
  - Chioschi in piazza Baleari, Marina di Pisa
  - Fabbricato studi per la Richard Ginori, Case dei combattenti "Costanzo Ciano", Pisa
- 1923-1925: Villa Martinelli, Viareggio
- 1923-1926: Sede dell'Associazione Invalidi di guerra, Pisa

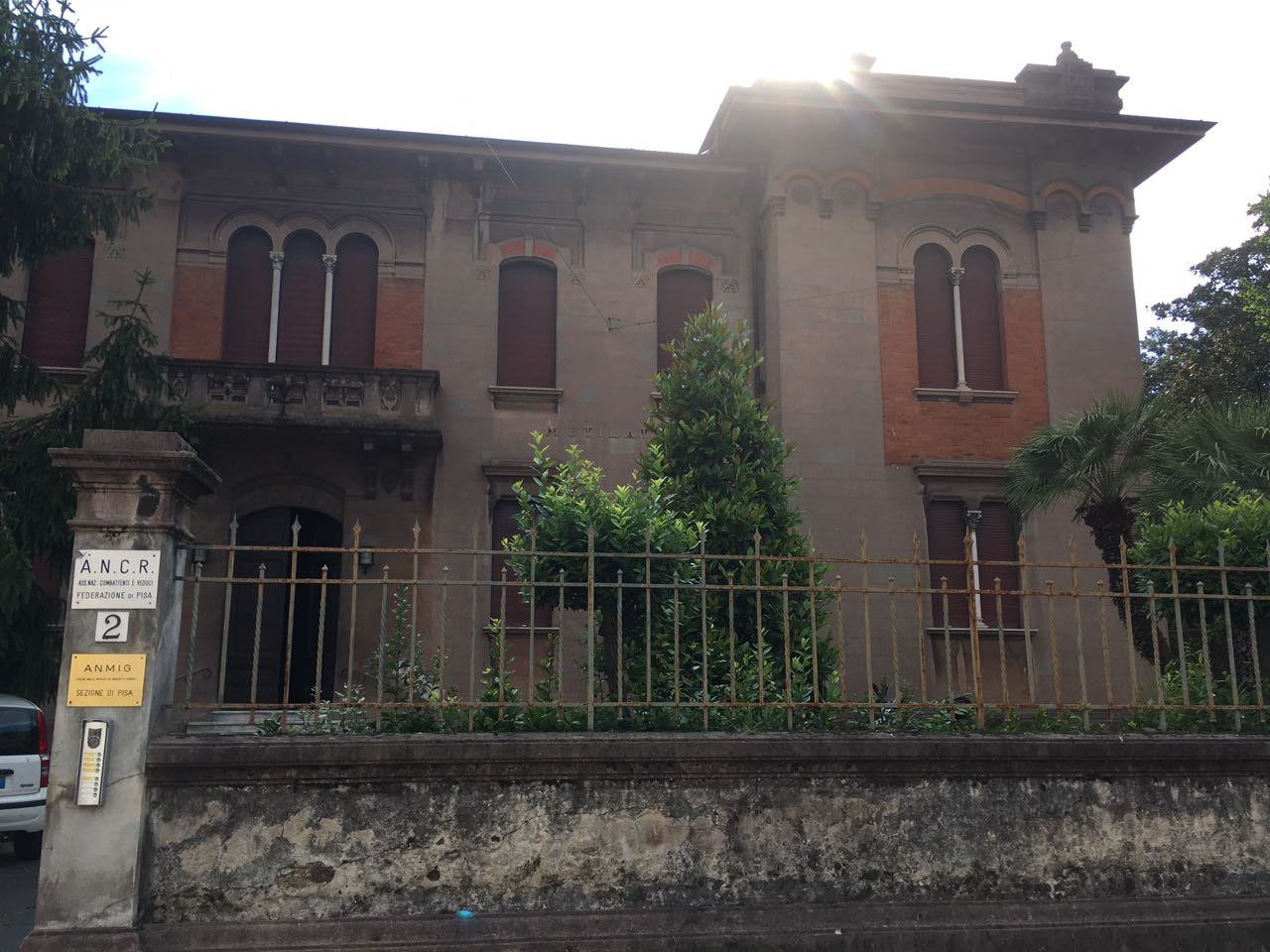
Casa del Mutilato di Pisa

- 1924: Cappella per la famiglia Berni, cimitero comunale, Viareggio
- 1924-1929: Palazzo delle Poste, Pisa (in collaborazione con Giulio Buoncristiani)

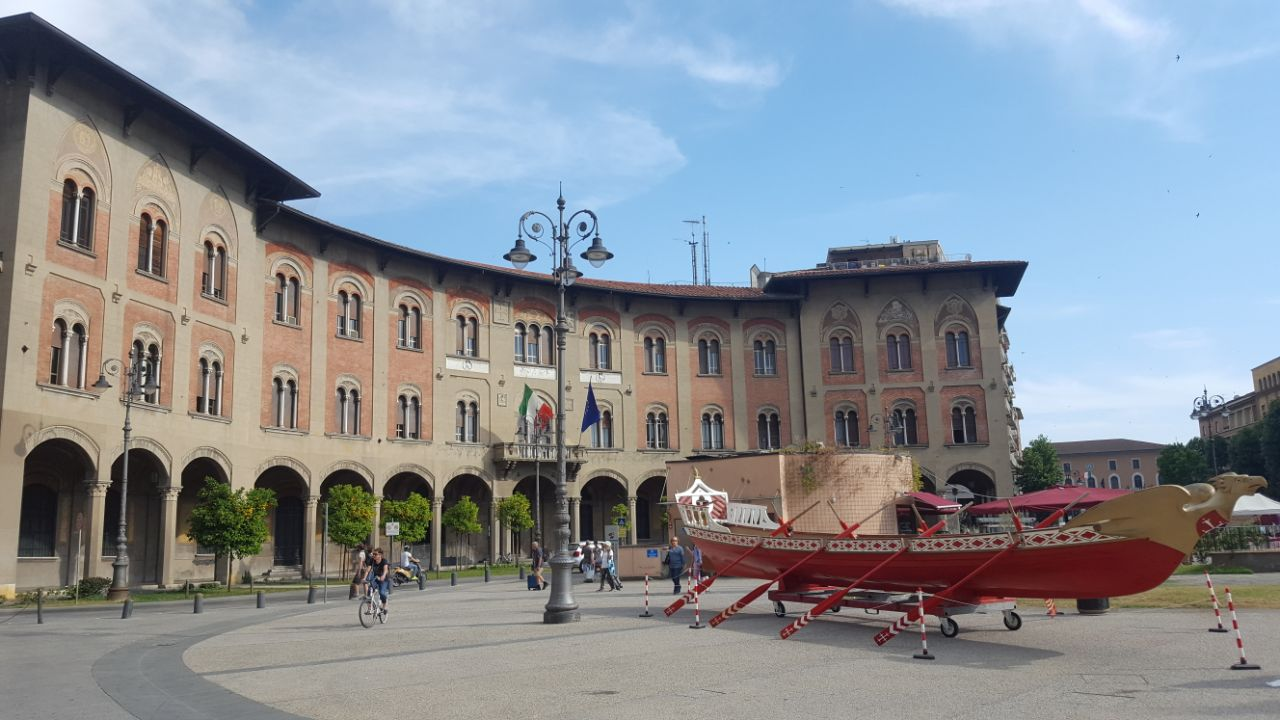
Palazzo delle Poste di Pisa

- 1925: Nuova facciata del Palazzo dello stabilimento ortopedico "Redini", Pisa
- 1925-1926:
  - Villino Ciuti, palazzina Severini, Pisa
  - Villini Diacono e Cignoni, Palazzina per la Selt, Bagni di Casciana
  - Villa Jacomelli, Viareggio
- 1926: Nuova Pasticceria-Bar "Bigazzi", Pisa
- 1927: Villino Ottina, Albergo Diurno "Cobianchi", Pisa
- 1927-1929: Palazzina Sedum, Livorno
- 1929: Casa Giovatto, Pisa
- Fine anni venti: Nuovo Palazzo del Consiglio provinciale dell'economia, nuove Case dei combattenti, Pisa
- Primi anni trenta: Casa Roselli, Pisa
- 1930: Ampliamento Pasticceria "Bazzell", Pisa
- 1930-1931: Case di abitazione per il conte Pio Dal Borgo, Pisa
- 1931: Campo sportivo del Littorio, Pisa
- 1931-1932: Torre campanaria ai Caduti di guerra, Casa del fascio, Bagni di Casciana
- 1932: Casa del fascio, Lari
- 1933: Casa-studio per l'impresa Buoncristiani-Severini, Pisa
- 1933-1934: Piano regolatore per Tirrenia (in collaborazione con Giulio Buoncristiani, Ugo Benedetti, Ugo Ciangherotti, Sergio Sighieri e Alvaro Pinelli)
- 1933-1936:
  - Clinica ostetrico-ginecologica del complesso ospedaliero Santa Chiara, Pisa (supervisore al progetto di Manlio Pelilli)
  - Facoltà di Ingegneria, Pisa (in collaborazione con Luigi Pera)
  - Palazzo della nuova sede dell'amministrazione provinciale di Pisa (in collaborazione con Gino Steffanon e Gino Lorenzetti)

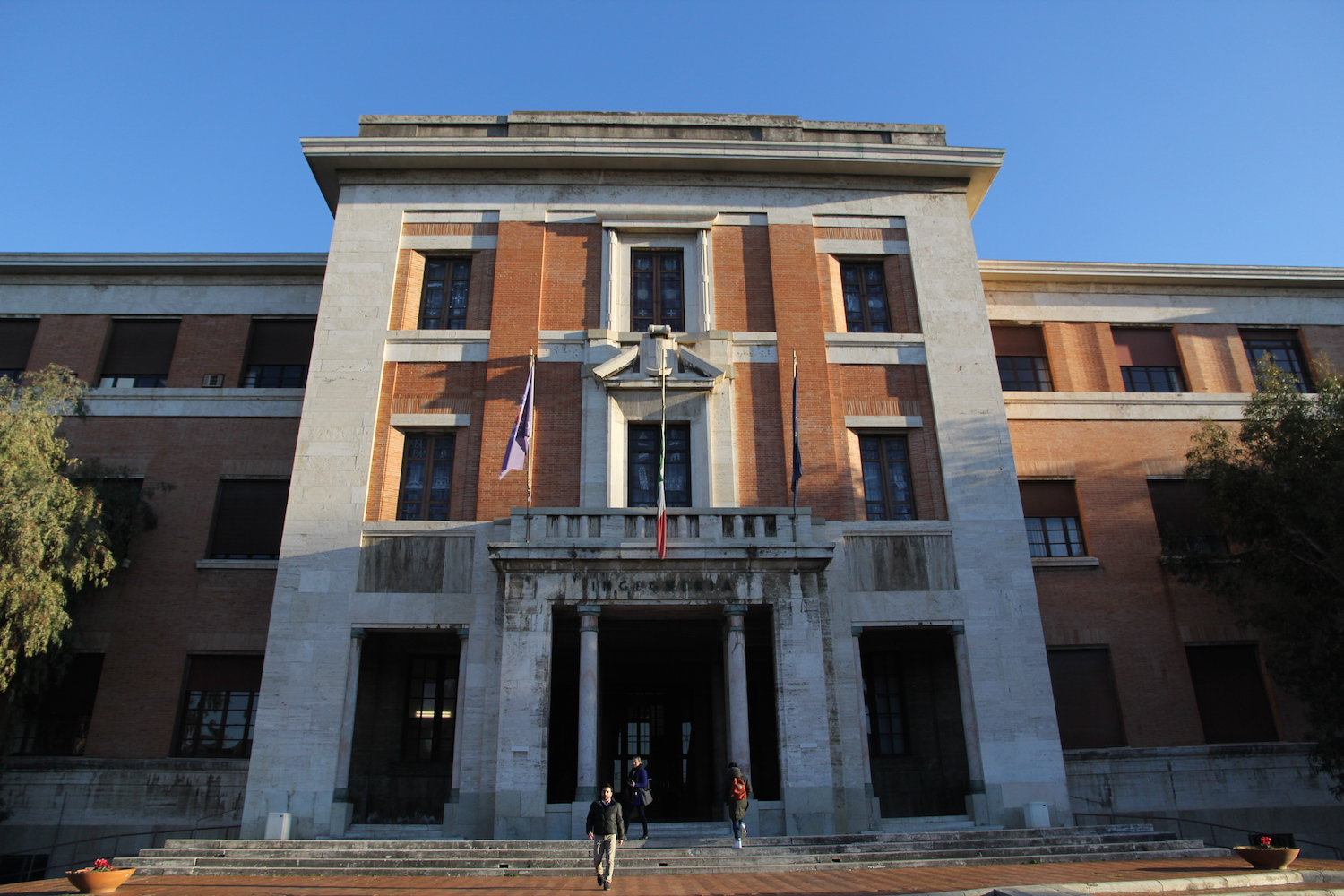
Facoltà di Ingegneria dell'Università di Pisa

- 1933-1937: Istituto penitenziario, Pisa, (in collaborazione con Filippo Longiave)
- 1934:
  - Padiglione pisano alla V Fiera del Levante, Bari
  - Villino Caglieri, Tirrenia
- 1934-1936:
  - Clinica pediatrica, complesso ospedaliero Santa Chiara, Pisa (in collaborazione con Giovanni Girometti)
  - Pasticceria "Ardinghi", Pisa
- 1934-1939: Progetto di 12 villini-tipo per l'Eat-Ente autonomo Tirrenia (realizzati solo in parte)
- 1935: 
  - Casa dell'Assistenza fascista, Pisa
  - Padiglione della Lega navale italiana, Marina di Pisa
  - Ingresso al Bagno Lido, Tirrenia
- 1936: Duomo e Camposanto, Pisa (lavori di restauro)
- 1937:
  - Nuova caserma della milizia MVSN 90ª legione, Pisa
  - Padiglione per servizi auto dell'Agip, strada statale Aurelia presso Madonna dell'Acqua, San Giuliano
  - Scuola elementare, Opera nazionale Balilla, Bagni di Casciana
- 1938: Villino Giammanco, Pisa
- 1938-1939: Grande complesso dell'Imperiale per l'Eat (Ente autonomo Tirrenia), Tirrenia
- 1938-1961: Chiesa del Sacro Cuore, Pisa
- 1939:
  - Cappella per la famiglia Baldacci, cimitero comunale, Pisa
  - Villino Quentin, Tirrenia
- Fine anni trenta:
  - Hotel Royal Victoria, Pisa (ristrutturazione)
  - Nuovo negozio della Salp, Pisa
- [Anni Trenta]: 
  - Palco Reale del gioco del ponte per il Comune di Pisa
  - Palazzo Ardinghi, Pisa (restauro e ampliamento)
  - Pastificio "Puccini", Tirrenia
- 1940-1942: Nuova caserma del 65º Corpo dei Vigili del fuoco, Pisa
- 1943: Cappella per la famiglia Scerni, cimitero comunale, Asciano
- 1943-1947: Molino Giusti, Pisa (ristrutturazione e ampliamento)
- 1947: Palazzina Giusti, Pisa
- 1948: Abitazioni per la Marzotto, Pisa
- 1949: Edicola per la famiglia Ardito, cimitero comunale, Pisa
- [Anni Quaranta]: Villa Scerni, Asciano (ristrutturazione)
- 1952: Villino Reggiani, Tirrenia (in collaborazione con il figlio Giancarlo)
- 1952-1953: Edifici per le trasmittenti Rai di Coltano e del Monte Serra
- 1955: Villino Dué, Tirrenia (in collaborazione con Giancarlo Severini)

### Pittura
- Dipinti ad olio

Raffigurano Pisa, Marina di Pisa, San Rossore, paesaggi toscani, nature morte e ritratti del padre, della moglie, della figlia Maria, del figlio Giancarlo (ora bambino, ora giovinetto, ora con in mano la sua tavolozza) e dell'amico Salvatore Pizzarello. 
Particolarmente pregevoli per la qualità di luci e forme sono il Ritratto della moglie che cuce e La mia bimba (il ritratto della figlia Maria).

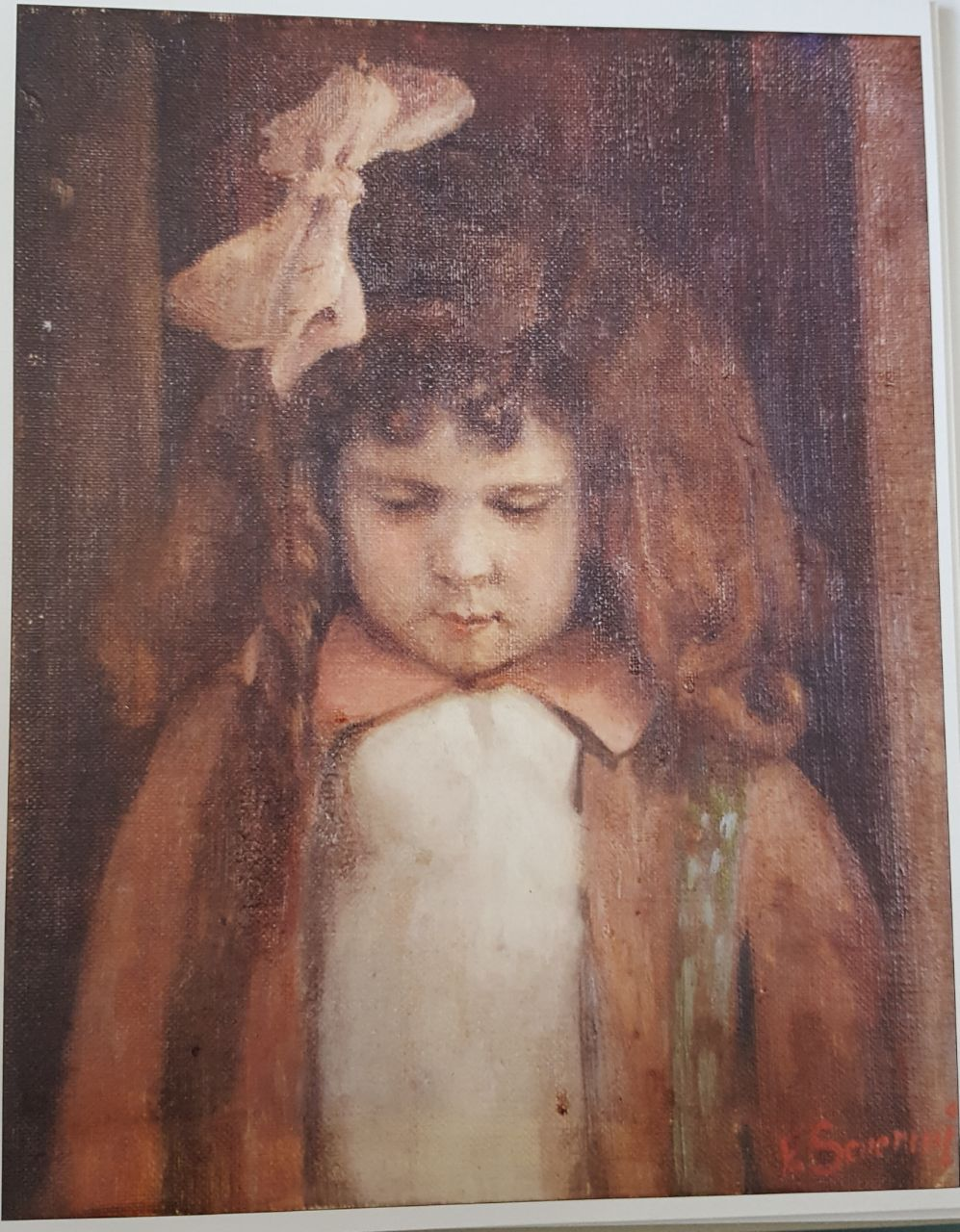
La mia bimba

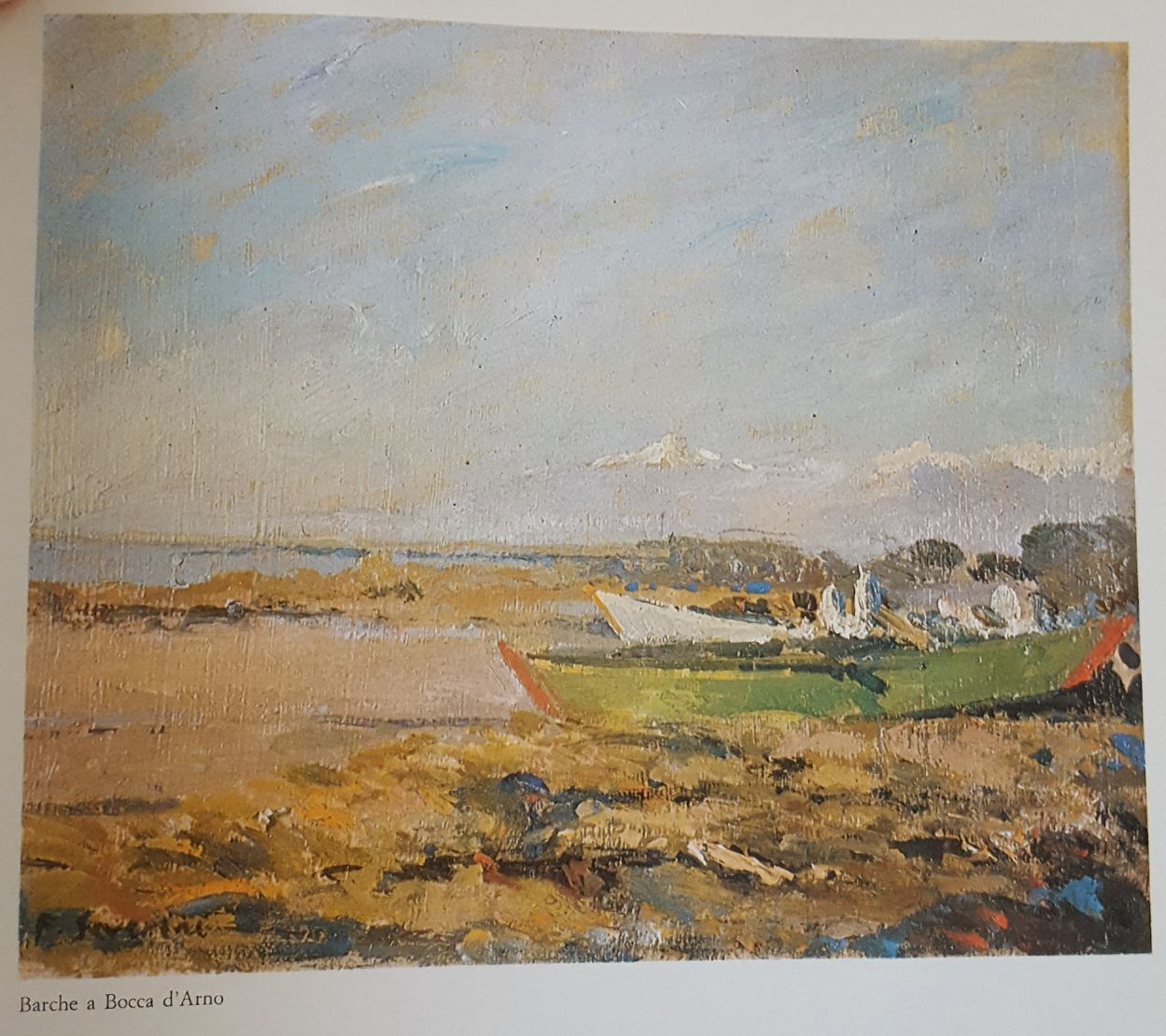
"Barche a bocca d'Arno"

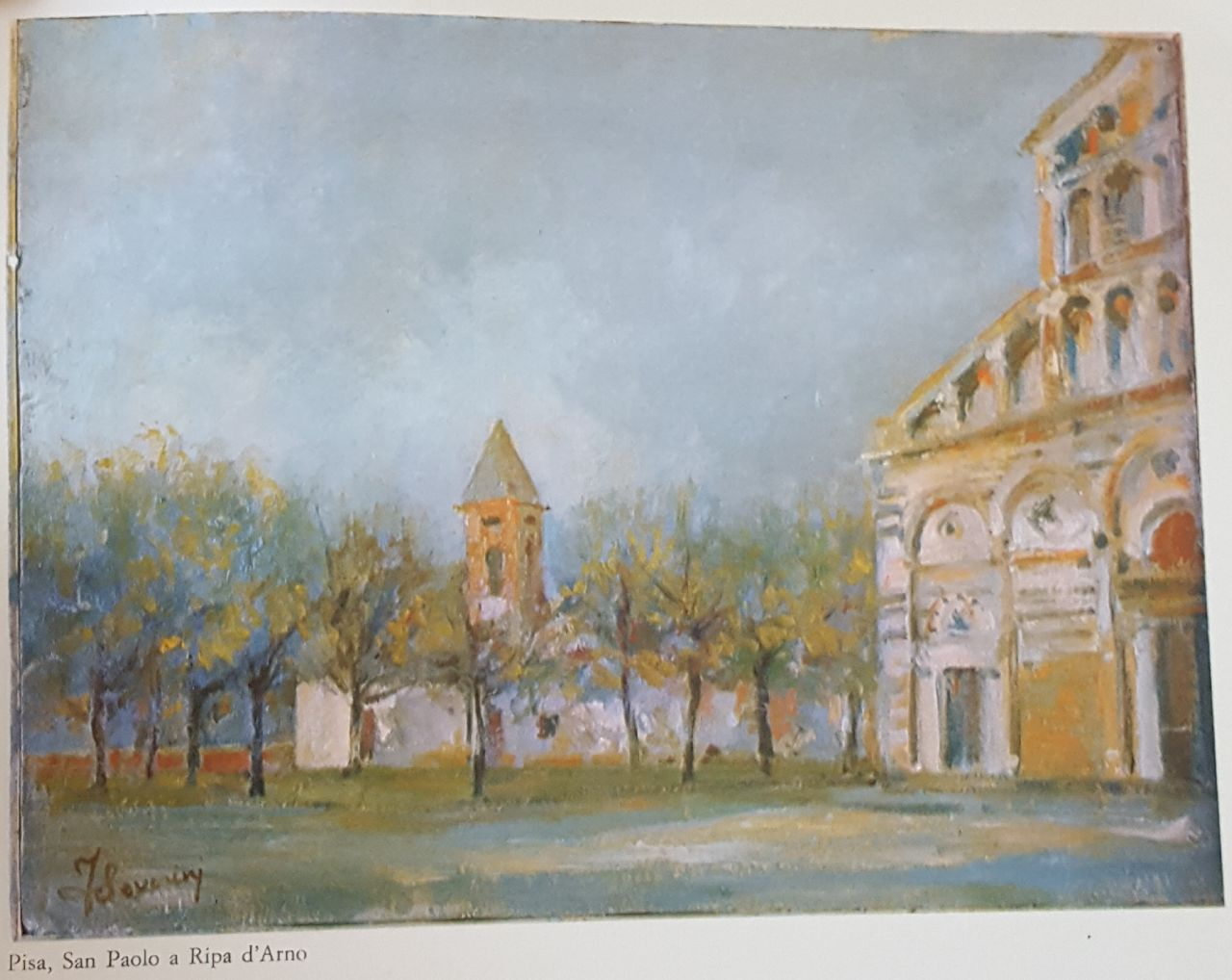
"San Paolo a Ripa d'Arno"

- Disegni con carboncino e matita a colore

Raffigurano prevalentemente paesaggi, spiagge, elementi naturali e fiori.
- Dipinti ad acquerelli

Raffigurano prevalentemente vasi fioriti.

#### Mostre personali
- 1932: Palazzo “alla Giornata”, Pisa
- 1950:
  - Albergo Vittoria, Pisa
  - Sala Stabilimento Termale Tamerici, Montecatini Terme
- 1956:
  - Saletta Ciardelli, Pisa
  - Bottega d'Arte, Livorno
  - Galleria Fratini, Viareggio
- 1957: Saletta Ciardelli, Pisa
- 1959: Saletta Ciardelli, Pisa
- 1961: Sale dell'Associazione “Pro Padova”, Padova
- 1963: Retrospettiva di Federigo Severini, Galleria d'Arte Macchi, Pisa
- 1967:
  - Retrospettiva di Federigo Severini, Galleria d'Arte Macchi, Pisa
  - Retrospettiva di Federigo Severini, Galleria d'Arte Nuovo Aminta, Siena
  - Retrospettiva di Federigo Severini, Galleria d'Arte Romoti, Livorno
  - Retrospettiva di Federigo Severini, Galleria 33, Lucca
- 1968:
  - Retrospettiva di Federigo Severini, Galleria Sant'Andrea, Parma
  - Retrospettiva di Federigo Severini, Galleria San Luca, Verona
  - Retrospettiva di Federigo Severini, Galleria Patrizia, Montecatini Terme
- 1970:
  - Retrospettiva di Federigo Severini, Galleria d'Arte La Pantera, Livorno
  - Retrospettiva di Federigo Severini, Galleria Guglielmi, San Benedetto del Tronto
  - Retrospettiva di Federigo Severini, Associazione Artisti Bresciani, Brescia
  - Retrospettiva di Federigo Severini, Galleria d'Arte Puglia, Foggia
  - Retrospettiva di Federigo Severini, Galleria San Vidal, Venezia
- 1971: Retrospettiva di Federigo Severini, Stellaria Galleria, Firenze
- 1972-1973: Retrospettiva di Federigo Severini, Museo di San Matteo, Pisa
- 1973:
  - Retrospettiva di Federigo Severini, Galleria Ghelfi, Montecatini Terme
  - Retrospettiva di Federigo Severini, Galleria Ghelfi, Verona
  - Retrospettiva di Federigo Severini, Palazzo Braschi, Roma
- 1974:
  - Retrospettiva di Federigo Severini, Galleria Levi, Jesolo Lido
  - Retrospettiva di Federigo Severini, Galleria Ghelfi, Montecatini Terme
- 1987:
  - Omaggio a Federigo Severini, Galleria Ghelfi, Verona
  - Omaggio a Federigo Severini, Galleria Patrizia di Ghelfi, Montecatini Terme
- 1988: Retrospettiva di Federigo Severini, Palazzo Lanfranchi, Pisa
- 2005: Retrospettiva di Federigo Severini, Galleria Vallerini, Pisa
- 2007: Retrospettiva di Federigo Severini, Istituto Italiano di Cultura, Bruxelles
- 2009: Retrospettiva di Federigo Severini, Pittura e architettura, Palazzo Blu, Pisa
- 2012: Federigo Severini, l'opera architettonica, Museo della grafica, Pisa

#### Stile
La pittura di Severini è apparentemente semplice ma in realtà è il frutto di scelte accorte ed esecuzioni scrupolose nobilitate da colori delicati, sapientemente accostati e mai ripetitivi.
Essa rappresenta una sorta di catena di unione tra l'ultimo Ottocento e il primo Novecento e richiama alcuni pittori francesi (in particolare Corot) per la delicata resa atmosferica. Si può inoltre riscontrare una certa affinità con il macchiaiolo Telemaco Signorini.
L'attività pittorica severiniana si interseca con il suo lavoro di architetto. 
Severini esordisce in pubblico un anno dopo l'inaugurazione del Palazzo delle Poste di piazza Vittorio Emanuele, allestisce la prima mostra personale nella sala d'aspetto delle Terme di Casciana ed è particolarmente attivo negli anni trenta mentre si occupa del piano regolatore di Tirrenia e del progetto del Palazzo della Provincia.
Severini lavora quasi esclusivamente per sé stesso e pochi intimi con l'unico obbiettivo di esprimere le sue sensazioni: “io dipingo per il bisogno di dipingere, senza pretesa di riscuotere ammirazione o per raggiungere materiali vantaggi”.

## Critica sulla pittura
«Chi meglio di me può dirti dei suoi entusiasmi, raccontarti la sua gioia ed il suo amore per tutto quanto lo circondava? un semplicissimo motivo, filtrato dalla sua emozione, diventava una indimenticabile opera d'arte»

Salvatore Pizzarelli, Catalogo retrospettiva F.S., Galleria Macchi, Pisa 1967
«Queste preziose tavolette ... nascono da una visione che mai tocchetta al diminutivo le sue pennellate, che allarga, anche nel valore compositivo della stesura, le sue dimensioni metafisiche, oltre che fisiche e naturali intenta qual è a significare, a esprimere il silenzio meditante, la luce fusa che indora i colori nelle proprie atmosfere trasparenti e li lievita, li fa trepidi d'una durata della materia e nel sentimento del tempo, per quanto si dissipano e si consumano» 

Alfonso Gatto, Quaderni Artisti italiani n.26, Federigo Severini, 1973
«Un artista non di mestiere, che dipingeva bene e forse meglio di quelli di mestiere, appunto perché della pittura non aveva fatto un mestiere ed agiva soltanto per una necessità dello spirito»

Dino Villani, Grafica di Severini, Verona, 1973
«Ho davanti il quadretto ‘La casa di Nando’ dipinto da Federigo Severini nel 1901, all'età di tredici anni. C'è, in questo piccolo saggio, già tutto il pittore di poi, il suo senso della luce, la gentilezza del sentire, l'amore per la natura, un ‘plein air’ lirico e dolce»

Renzo Biasion, Federigo Severini, Edizioni Ghelfi, 1973
«Onesta e limpida, quanto fu la vita del suo autore, questa pittura di Federigo Severini, maturata sul ceppo ottocentesco della paesistica toscana dal vero, come trascrizione fedele e appassionata della luce diffusa, dell'atmosfera, del bel colore, riesce ad emozionarci ancora con la sua sincerità di affetti domestici e quieti»

Fortunato Bellonzi, AA. VV., Federigo Severini, Edizioni Ghelfi, Verona, 1974
«Calda malinconia della più bella solitudine toscana è dipinta… in certi giardini pisani, limitati da mura, sulle quali travalica l'ombra delle rose e il mistero del parco»

Nori Andreini Galli, in AA. VV., Federigo Severini, Edizioni Ghelfi, Verona, 1974
«Mi interessò subito in Severini il “taglio” del suo paesaggio, il suo modo di dipingere gli alberi che sono i veri protagonisti del suo colloquio con la natura»

Raffaele De Grada, Presentazione al catalogo della retrospettiva di Severini a Palazzo Lanfranchi, Pisa, 1988
«Quando Severini dipinge gli alberi, nell'isolamento dei prati e dei boschi, si fa prendere da un senso panico della natura e allora (vedi L'Arno a San Piero a Grado, Il Fiume Morto a San Rossore) la sua cultura pittorica .... assume una solennità quasi orientale.... dove l'uomo si immedesima nel flusso dei fiumi, si annulla negli orli dei dirupi, spazia col volo degli uccelli nel cielo libero»

Raffaele De Grada, Presentazione al catalogo della retrospettiva di Severini a Palazzo Lanfranchi, Pisa, 1988

## Archivio
Il fondo Federigo Severini è conservato presso l'Archivio di Stato di Pisa.